# Calosoma investigator
Calosoma investigator là một loài ground bọ cánh cứng thuộc chi Calosoma and the phân chi Charmosta. The species is diffused ở North-Đông Âu và Xibia.

## Hình ảnh

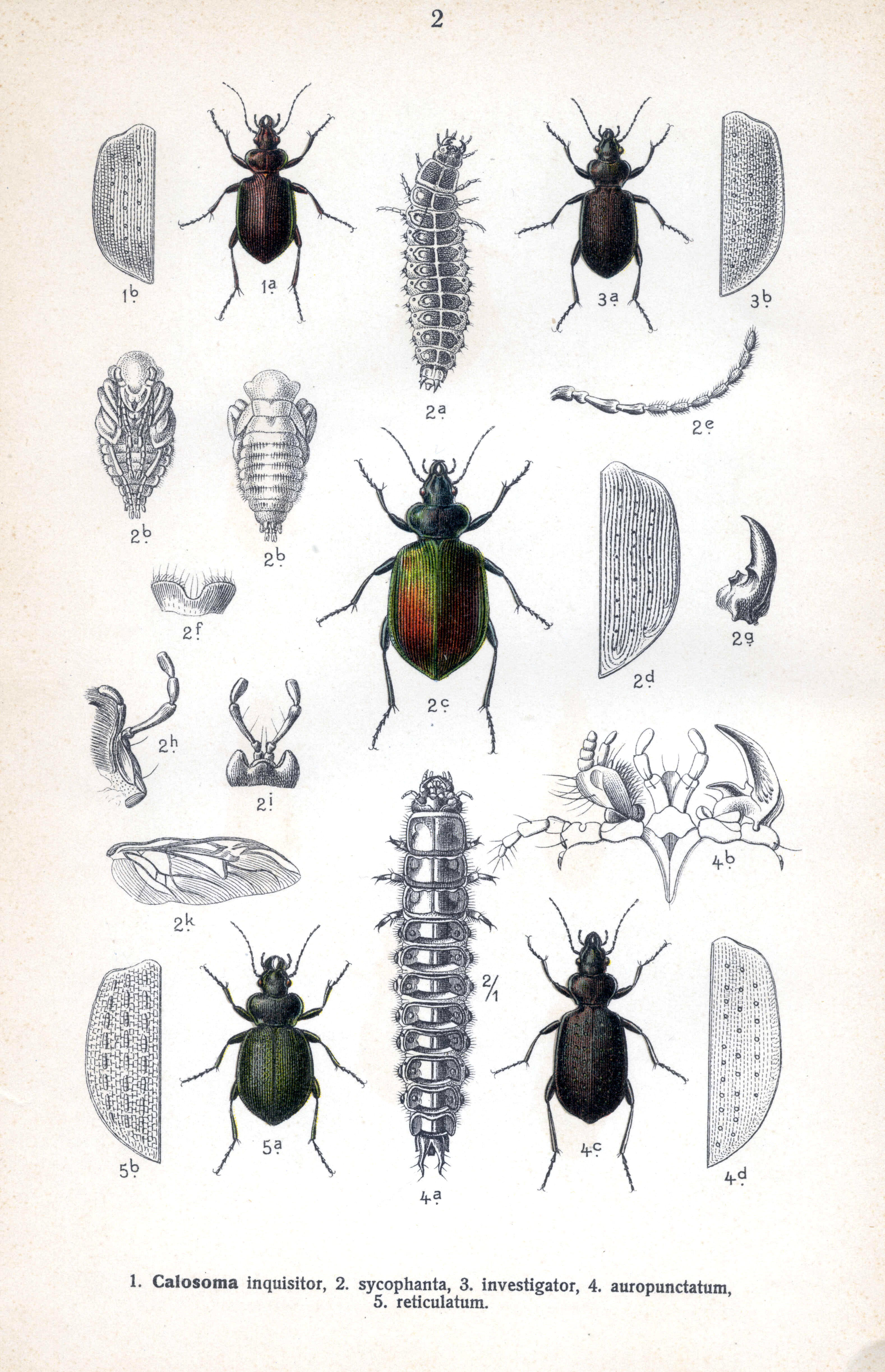
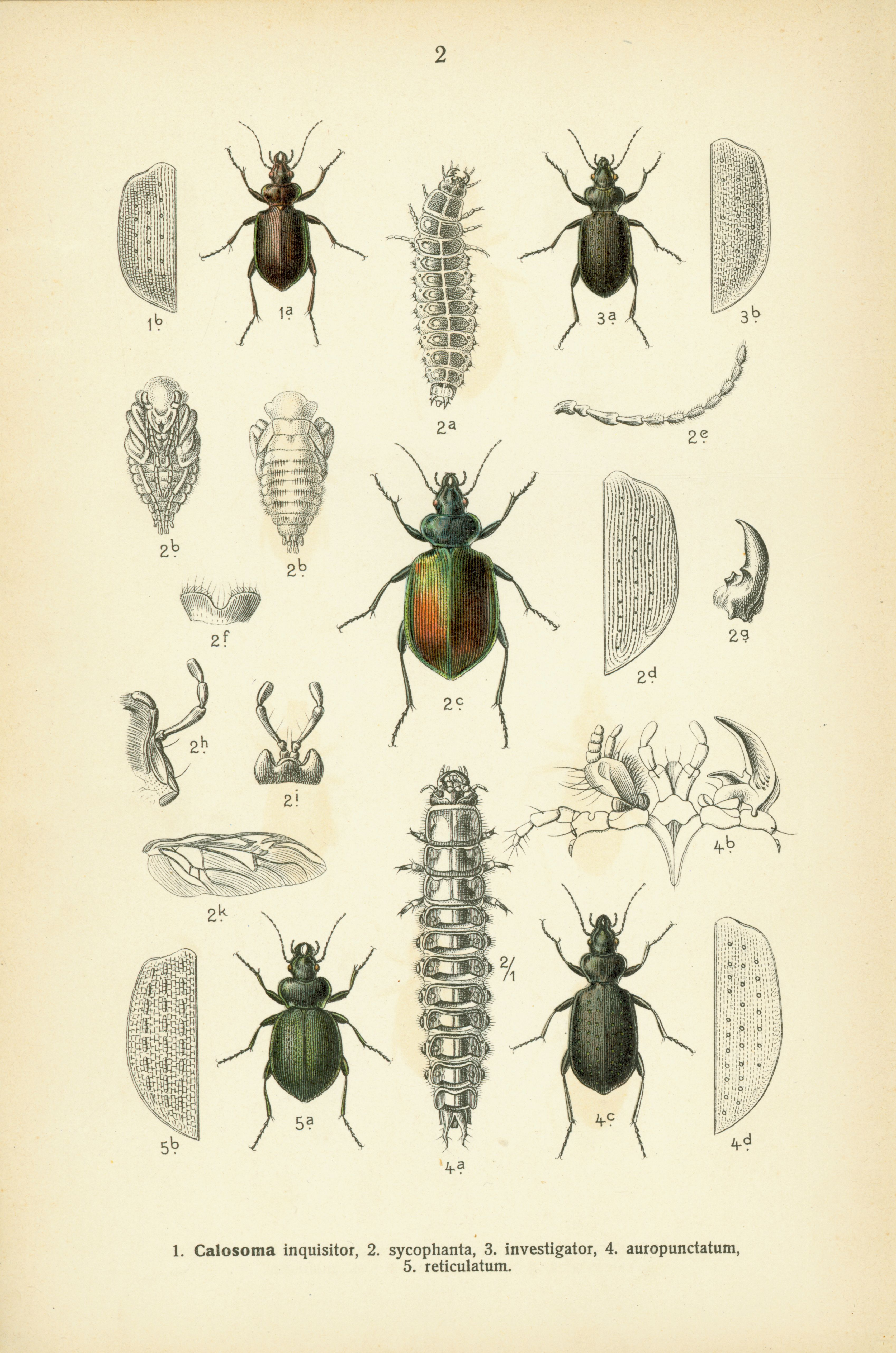